# Euroszkepticizmus
Az euroszkepticizmus olyan politikai nézetek összessége, amely magába foglalja az Európai Unió (EU) politikájának és az európai integrációnak a kritikáját. Azoktól kezdve, akik ellenzik az egyes uniós intézményeket és azok politikáját és reformot keresnek (puha euroszkepticizmus), az EU-tagságot ellenzőkig és az EU-t megreformálhatatlannak tekintőkig (kemény euroszkepticizmus) terjed. Az euroszkepticizmus ellentéte Európa-pártiságként ismert.
Az euroszkepticizmus számos európai ország pártjának ideológiája, melyek többnyire nemzeti alapról bírálják az EU-t. Ezen pártok célja az EU működésében jelentkező hibák bemutatása, és a közvélemény meggyőzése az integráció káros voltáról; az integráció lazítása, az integrációs folyamat lassítása vagy megakadályozása, végső esetben az anyaországuk kilépése az EU-ból. E pártoknak gyakran saját frakciójuk van az Európai Parlamentben (EP), de más frakciókban és a függetlenek között is ülnek euroszkeptikusok.
Bár nem egyenlő az euroszkepticizmussal, beszélhetünk eurofóbiáról  vagy Európa-ellenességről  is, hogy az Európai Unióval vagy az európai integrációval szembeni ellenzéket jelöljük, például olyan projektekkel összefüggésben, mint a Brexit az Egyesült Királyságban vagy a Huxit Magyarországon.

## Az ideológia elemei
Az EU-val szembeni ellenérzéseknek számos oka van.
- az EU a nézetük szerint igazságtalan, mert olyan társadalmi csoportoknak kedvez, amelyek nem érdemlik meg;
  - a gazdagabb országok képviselői úgy vélik, hogy túl sokat fizetnek be az EU közös kasszájába, s túl keveset kapnak vissza;
  - a szegényebb országok képviselői szerint viszont államuk túlságosan keveset kap a közös kasszából, miközben aránytalanul nagyobb terheket viselnek;
- valamennyi európai országban az írott-, illetve szokásjog társadalmi konszenzus vagy hagyomány folytán létezik, ezzel szemben az EU a tagállamokra vonatkozó előírásoknak megfelelően, a jogharmonizáció szellemében kötelező érvényűvé teszi a jogszabályait;
- az EU tisztségviselői, biztosai, tanácsadói nem feltétlenül reprezentálják az őket delegáló országok politikai véleményét és társadalmi akaratát; mivel az országos és az európai parlamenti választások számos helyen nem esnek egybe, továbbá mert több uniós testület vezetői választás nélkül kerülnek a pozícióikba, mindez szükségtelen és kiterjedt konfliktusokhoz vezethet;
- az EU intézményeinek bürokratikus apparátusa nem elég hatékony, pazarló, fenntartása drága;
- az Európai Bizottság felesleges dolgok szabályozásával foglalkozik, túlságosan bürokratikus;
- a Bizottság nem eléggé problémaérzékeny vagy nem jól old meg problémákat;
- az EU-t rossz politikai kompromisszumok tartják fenn, ezért rossz tagállami struktúrákat konzervál;
- az EU túlságosan beleszól a tagállamok életébe, a nemzeti szuverenitást csorbítja;
- az EU a nemzeti kultúrát veszélyezteti;
- demokratikus deficit: az EU döntéshozó testületeinek legitimációja alacsony, az EU nem közvetlenül választott vezetői nem viselnek felelősséget a rossz döntéseikért az európai polgárok előtt;
- az EU további bővítése (pl. Törökország felvétele) túlságosan nagy gazdasági és társadalmi problémákat okoz;
- az EU-ban nem kap megfelelő hangot a markáns, önállóságra törő gazdaságpolitika, egyes kritikus vélemények szerint kereskedelmi és pénzügyi szempontból túlzottan az Amerikai Egyesült Államok alá rendelődik;
- az EU vezető hatalma a 2008-as gazdasági válság óta a korábbi francia-német tandem helyett gyakorlatilag egyedül Németország lett, és történelmi okokból elutasítják a német hegemóniát;
- végül az euroszkepticizmus mögött néha egyszerűen a xenofóbia áll.

## Euroszkeptikus pártok

### Magyarország
- Fidesz – Magyar Polgári Szövetség,[5][6][7]
- Magyar Munkáspárt,
- Mi Hazánk Mozgalom [8]

### Külföld
- Nemzeti Tömörülés, Franciaország
- Konzervatív Párt, Egyesült Királyság
- Az Egyesült Királyság Függetlenségi Pártja, Egyesült Királyság
- Brexit Párt, Egyesült Királyság
- Alternatíva Németországért, Németország
- Polgári Demokrata Párt, Csehország
- Szabadság és Közvetlen Demokrácia, Csehország
- Északi Liga, Olaszország
- 5 Csillag Mozgalom, Olaszország
- Új Jobboldali Kongresszus, Lengyelország
- Jog és Igazságosság, Lengyelország
- Kukiz 15, Lengyelország
- Szabadságpárt, Hollandia
- Osztrák Szabadságpárt, Ausztria
- Szövetség Ausztria Jövőjéért, Ausztria
- Szlovén Nemzeti Párt, Szlovénia
- Nemzeti Mozgalom Pártja, Törökország
- Nagy-Románia Párt, Románia
- Finnek Pártja, Finnország
- Szlovák Nemzeti Párt, Szlovákia
- Szlovákia Kommunista Pártja, Szlovákia
- Szabadság és Szolidaritás, Szlovákia
- A Mi Szlovákiánk Néppárt, Szlovákia

## Magyarországon
Hazánkban 2016-ban Kövér László, az Országgyűlés elnöke, Lázár János kancelláriaminiszter és Kovács Zoltán kormányszóvívő nyilatkozott úgy, hogy szívesebben látná az országot az EU-n kívül. A magyar kormánypárti médiára jellemző, hogy euroszkeptikus propagandát is nyomnak.